# BFC Daugavpils
BFC Daugavpils é uma equipe letão de futebol com sede em Daugavpils. Disputa a primeira divisão da Letônia (Virslīga).
Seus jogos são mandados no Celtnieks Stadium, que possui capacidade para 4.070 espectadores.

## História
O BFC Daugavpils foi fundado em 11 de Dezembro de 2009.

## Uniformes

### 1º Uniforme
| 2020 | 2019 |

### 2º Uniforme
| 2020 | 2019 |